# Salka pygmaea
Salka pygmaea är en insektsart som beskrevs av Irena Dworakowska 1994. Salka pygmaea ingår i släktet Salka och familjen dvärgstritar. Inga underarter finns listade i Catalogue of Life.